# Gulliver a törpék országában
A Gulliver a törpék országában 1974-ben készült magyar tévéfilm, Rajnai András rendezésében, Jonathan Swift regénye nyomán. Az eredetileg felnőtteknek készült regényt az idők folyamán gyerekmesevé változtatták, a film viszont az eredeti, felnőtteknek szóló történetet dolgozza fel.

## Szereplők
| Színész           | Szereplő                 |
| ----------------- | ------------------------ |
| Sinkó László      | Gulliver                 |
| Inke László       | Lilliput Császára        |
| Káldi Nóra        | Lilliput Császárnéja     |
| Somogyvári Rudolf | Bolgolam hadügyminiszter |
| Kaló Flórián      | Reldrezai kincstárnok    |
| Velenczey István  | Professzor               |
| Andai Györgyi     | Képviselőnő              |